# Etienne Girardot
Etienne Girardot, född 22 januari 1856 i London, England, död 10 november 1939 i Hollywood, Kalifornien, var en brittisk skådespelare med franska rötter som sedan 1890-talet var verksam i USA. Han var son till konstnären Ernest Gustave Girardot. Han började skådespela i London som tonåring och spelade bland annat på Theatre Royal Haymarket. Han debuterade på Broadway i USA 1893 i en uppsättning av Charleys tant och medverkade i pjäser där fram till 1932. Han spelade även i stumfilm under 1910-talet och medverkade i fler ljudfilmer på 1930-talet.

## Filmografi, urval
- 1933 – Kinesiska rummets hemlighet
- 1934 – På väg till Mandalay
- 1934 – Paris i gala
- 1934 – Primadonna
- 1935 – Samhällets fiende no 1
- 1935 – Lilla hjärtetjuven
- 1939 – Ringaren i Notre Dame
- 1939 – Två ska man vara